# Agromyza solita
Agromyza solita är en tvåvingeart som beskrevs av Wulp 1897. Agromyza solita ingår i släktet Agromyza och familjen minerarflugor.
Artens utbredningsområde är Sri Lanka. Inga underarter finns listade i Catalogue of Life.